# Pentaphylloides
Pentaphylloides là một chi thực vật có hoa trong họ Hoa hồng.